# 1953年の野球
1953年の野球（1953ねんのやきゅう）では、1953年の野球界における動向をまとめる。

## 競技結果

### 日本プロ野球

#### ペナントレース
| 順位 | 球団             | 勝 | 敗 | 分 | 勝率 | 差   |
| 1位  | 読売ジャイアンツ | 87 | 37 | 1  | .702 | 優勝 |
| 2位  | 大阪タイガース   | 74 | 56 | 0  | .569 | 16.0 |
| 3位  | 名古屋ドラゴンズ | 70 | 57 | 3  | .551 | 18.5 |
| 4位  | 広島カープ       | 53 | 75 | 2  | .414 | 36.0 |
| 5位  | 大洋松竹ロビンス | 52 | 77 | 1  | .403 | 37.5 |
| 6位  | 国鉄スワローズ   | 45 | 79 | 1  | .363 | 42.0 |

| 順位 | 球団             | 勝 | 敗 | 分 | 勝率 | 差   |
| 1位  | 南海ホークス     | 71 | 48 | 1  | .597 | 優勝 |
| 2位  | 阪急ブレーブス   | 67 | 52 | 1  | .563 | 4.0  |
| 3位  | 大映スターズ     | 63 | 53 | 4  | .543 | 6.5  |
| 4位  | 西鉄ライオンズ   | 57 | 61 | 2  | .483 | 13.5 |
| 5位  | 毎日オリオンズ   | 56 | 62 | 2  | .475 | 14.5 |
| 6位  | 東急フライヤーズ | 50 | 67 | 3  | .427 | 20.0 |
| 7位  | 近鉄パールス     | 48 | 69 | 3  | .410 | 22.0 |

#### 日本シリーズ
| 10月10日（土）                         | 第1戦 | 読売ジャイアンツ | 3 - 4 | 南海ホークス     | 大阪球場   |
| 10月11日（日）                         | 第2戦 | 読売ジャイアンツ | 5 - 3 | 南海ホークス     | 大阪球場   |
| 10月12日（月）                         | 第3戦 | 南海ホークス     | 2 - 2 | 読売ジャイアンツ | 後楽園球場 |
| 10月13日（火）                         | 第4戦 | 南海ホークス     | 0 - 3 | 読売ジャイアンツ | 後楽園球場 |
| 10月14日（水）                         | 第5戦 | 読売ジャイアンツ | 5 - 0 | 南海ホークス     | 大阪球場   |
| 10月15日（木）                         | 第6戦 | 読売ジャイアンツ | 0 - 2 | 南海ホークス     | 甲子園球場 |
| 10月16日（金）                         | 第7戦 | 南海ホークス     | 2 - 4 | 読売ジャイアンツ | 後楽園球場 |
| 優勝：読売ジャイアンツ（3年連続3回目） |       |                  |       |                  |            |

#### 個人タイトル
|                               | セントラル・リーグ | セントラル・リーグ | セントラル・リーグ | パシフィック・リーグ | パシフィック・リーグ | パシフィック・リーグ |
| タイトル                      | 選手               | 球団               | 成績               | 選手                 | 球団                 | 成績                 |
| ----------------------------- | ------------------ | ------------------ | ------------------ | -------------------- | -------------------- | -------------------- |
| 最優秀選手                    | 大友工             | 巨人               |                    | 岡本伊三美           | 南海                 |                      |
| 最優秀新人                    | 権藤正利           | 洋松               |                    | 豊田泰光             | 西鉄                 |                      |
| 沢村栄治賞(セ) 最優秀投手(パ) | 大友工             | 巨人               |                    | 川崎徳次             | 西鉄                 |                      |
| 首位打者                      | 川上哲治           | 巨人               | .347               | 岡本伊三美           | 南海                 | .318                 |
| 最多本塁打                    | 藤村富美男         | 大阪               | 27本               | 中西太               | 西鉄                 | 36本                 |
| 最多打点                      | 藤村富美男         | 大阪               | 98打点             | 中西太               | 西鉄                 | 86打点               |
| 最多盗塁                      | 金山次郎           | 広島               | 58盗塁             | L.レインズ           | 阪急                 | 61盗塁               |
| 最多安打                      | 川上哲治           | 巨人               | 162安打            | 中西太               | 西鉄                 | 146安打              |
| 最高出塁率                    | 金田正泰           | 大阪               | .433               | 蔭山和夫             | 南海                 | .404                 |
| 最優秀防御率                  | 大友工             | 巨人               | 1.85               | 川崎徳次             | 西鉄                 | 1.98                 |
| 最多勝利                      | 大友工             | 巨人               | 27勝               | 川崎徳次             | 西鉄                 | 24勝                 |
| 最多奪三振                    | 金田正一           | 国鉄               | 229奪三振          | 米川泰夫             | 東急                 | 180奪三振            |
| 最高勝率                      | 大友工 石川克彦    | 巨人 名古屋        | .818               | 大神武俊             | 南海                 | .704                 |

#### ベストナイン
|          | セントラル・リーグ | セントラル・リーグ | パシフィック・リーグ | パシフィック・リーグ |
| 守備位置 | 選手               | 球団               | 選手                 | 球団                 |
| -------- | ------------------ | ------------------ | -------------------- | -------------------- |
| 投手     | 大友工             | 巨人               | 川崎徳次             | 西鉄                 |
| 捕手     | 広田順             | 巨人               | 松井淳               | 南海                 |
| 一塁手   | 川上哲治           | 巨人               | 飯田徳治             | 南海                 |
| 二塁手   | 千葉茂             | 巨人               | 岡本伊三美           | 南海                 |
| 三塁手   | 与儀眞助           | 大阪               | 中西太               | 西鉄                 |
| 遊撃手   | 平井三郎           | 巨人               | 木塚忠助             | 南海                 |
| 外野手   | 金田正泰           | 大阪               | 堀井数男             | 南海                 |
| 外野手   | 与那嶺要           | 巨人               | 別当薫               | 毎日                 |
| 外野手   | 南村不可止         | 巨人               | 大下弘               | 西鉄                 |

### 高校野球
- 第25回選抜高等学校野球大会優勝：洲本（兵庫県）
- 第35回全国高等学校野球選手権大会優勝：松山商業（愛媛県）

### 大学野球
- 第2回全日本大学野球選手権大会優勝：立教大

- 東京六大学野球連盟優勝 春：立教大、秋：明治大
- 東都大学野球連盟優勝 春：中央大、秋：日本大
- 関西六大学野球連盟優勝 春：関西学院大、秋：関西大

### 社会人野球
- 第24回都市対抗野球大会優勝：大昭和製紙
- 第3回日本産業対抗野球大会優勝：熊谷組

### メジャーリーグ
- ワールドシリーズ
ニューヨーク・ヤンキース（ア・リーグ） （4勝2敗） ブルックリン・ドジャース（ナ・リーグ）

## できごと
- 読売ジャイアンツの主催試合の観客動員が104万5千人となり、日本プロ野球史上初めて100万人を突破[2]。

### 1月
- 1月1日 - 松竹ロビンスと大洋ホエールズが球団合併し株式会社「大洋松竹野球団」となる[3]。

### 2月
- 2月5日 - 大洋松竹野球団の新球団名が「洋松ロビンズ」に決定。フランチャイズは京都（衣笠球場）と下関（下関市野球場）[3]と定めるが、実際には大阪スタヂアムで大多数の主管試合を実施。

### 3月
- 3月12日 - NHKが日本初のテレビスポーツ番組「春休みテレビクラブ～野球教室（1）～」を放送（午後1時 - 1時15分、藤田信男出演。同番組は4月上旬まで5回放送）[4]。
- 3月21日 - パ・リーグが開幕[5]。近鉄パールス対西鉄ライオンズ（平和台球場）戦は13対13の引き分けとなり、引き分け試合の最多得点の記録を更新[6]。
- 3月28日 - セ・リーグが開幕[7]。

### 4月
- 4月6日 - 第6回選抜高校野球大会の決勝戦が午後2時半から甲子園球場で行われ、洲本高校が浪速商業を4-0で破り、大会初優勝を達成[8]。
- 4月9日 - プロ野球コミッショナーの井上登は、阪急が3月9日に提訴した鈴木実の阪急、巨人の二重契約問題について、巨人との契約が有効との裁定を発表[9]。
- 4月12日 - 東京六大学野球春季リーグ戦の入場式と開幕戦をNHKがテレビ中継（日本初のテレビスポーツ中継）[4]。
- 4月12日 - 広島球場での広島カープ対大洋松竹ロビンス戦のダブルヘッダー第2試合の6回戦の八回表、洋松の荒川昇治が左翼線外野ポールに当てる本塁打を打ったが、球場のファンが判定を下した審判の態度が不明確だったとしてグラウンドにビール瓶、ラムネ瓶を投げ込むなど約20分間騒ぐ。試合後もグラウンドに雪崩込む、ベンチで警察官とボールを奪い合うどの騒ぎを起こす。審判団はベンチに閉じ込められ、午後7時40分頃、警官に守られながら寄宿[10]。
- 4月24日 - プロ野球コミッショナー事務局は4月12日広島で起きたファンによる騒動を防ぐため、セ・パ両リーグに対しコミッショナー名で防止策を取るよう勧告[11]。
- 4月25日 - 名古屋の杉下茂が大阪球場での対大洋3回戦に登板し、プロ通算100勝を達成[12]。
- 4月28日 - 広島の小鶴誠が大阪球場での対洋松7回戦に出場し、プロ通算1000試合出場を達成[13]。
- 4月29日
  - 毎日オリオンズの土井垣武が藤井寺球場での対近鉄1回戦に出場し、プロ通算1000試合出場を達成[14]。
  - 名古屋の西沢道夫が対巨人戦（中日）でプロ通算150本塁打を達成。
  - 大阪の藤村富美男が前日に続き2試合連続満塁本塁打を放つ[15]（2022年時点で日本プロ野球史上最多タイ記録［他に8名］）。
- 4月30日 - 西宮球場のナイター設備が完成[16]。

### 5月
- 5月1日 - 大毎スターズの姫野好治が後楽園球場での対阪急6回戦の四回表にティム・レインズに適時三塁打を打たれ、3月30日対西鉄1回戦の4回から続いた連続イニング無失点の記録が33で止まる[17]。
- 5月6日 - 南海が大阪球場での対大映3回戦に4-5で敗れ、毎日も西宮球場での対阪急6回戦に2-4で敗れたため、近鉄が球団創設以来初の首位に立つ[18]。

### 6月
- 6月13日 - 南海ホークスの堀井数男が後楽園球場での対大映7回戦に出場し、プロ通算1000試合出場を達成[19]。
- 6月25日
  - 中日球場の名古屋対広島10回戦で同球場初のナイター開催[20]。
  - 後楽園球場での大映対近鉄9回戦は延長22回4-4で時間切れ引分け。試合時間は4時間33分[21]。

### 7月
- 7月12日 - 第24回都市対抗野球の決勝戦が後楽園球場で行われ、吉原大昭和製紙が全鐘紡に3対0で勝利し、大会初優勝を達成[22]。
- 7月16日 - 洋松の平山菊二が大阪球場での対名古屋ドラゴンズ13回戦に出場し、プロ通算1000試合出場を達成[23]。

### 8月
- 8月8日 - 南海の柚木進が対阪急戦（大阪）で球団初となるプロ通算100勝を達成[24]。
- 8月9日
  - 巨人対洋松戦で4対4で迎えた9回裏、2死満塁から三塁走者の巨人の南村不可止がセ・リーグ史上初（日本プロ野球史上7度目）のサヨナラ本盗を記録[25]。
  - 後楽園球場での東急対近鉄ダブルヘッダー第1試合の15回戦は延長20回、日本プロ野球史上最長を更新する、試合時間4時間46分。第2試合の試合開始が22時11分、試合終了は23時49分となった[26]。
- 8月20日 - 全国高校野球選手権大会の決勝戦が午後2時から甲子園球場にて行われ、松山商業が土佐高校を延長13回2-1で破り、3度目の大会優勝を達成[27]。
- 8月23日 - 西宮球場での阪急対毎日17回戦がプロ野球史上初めてテレビ中継される[28]。
- 8月30日 - 西鉄の大下弘が平和台球場での対大映15回戦の7回裏に左翼へ二塁打を放ち、プロ通算1000安打を達成。戦後プロ入りした選手では初の達成者となった[29]。

### 9月
- 9月6日 - 毎日のチャーリー・フッドが大阪スタジアムでの対近鉄ダブルヘッダー第1試合の13回戦で、4回1号3ラン、5回2号3ラン、6回3号3ランと、日本プロ野球史上初の3イニング連続本塁打[30]。
- 9月27日 - 巨人は後楽園球場での対阪神ダブルヘッダーの第1試合の23回戦で12対0、第2試合の24回戦で4対2と連勝し、3年連続リーグ優勝を達成[31][32]。

### 10月
- 10月4日 - 毎日の選手兼任監督の若林忠志が対東急ダブルヘッダー第1試合の18回戦に先発し、5回裏に鈴木圭一郎から三振を奪い、プロ通算1000奪三振を達成。パ・リーグでは野口二郎、ヴィクトル・スタルヒンに次いで史上3人目[33]。
- 10月6日 - 西宮球場での阪急対大映18回戦で大映が阪急に0対3で敗れたため、南海の3年連続リーグ優勝が決定[34]。
- 10月7日 大映は西宮球場での対阪急ダブルヘッダー第1、第2試合にそれぞれ0対11、0対1で敗れ、パ・リーグ新記録の40イニング連続無得点となる[35]。
- 10月8日 - 大映は大阪スタジアムでの対毎日ダブルヘッダー第2試合の20回戦の9回裏に1点を挙げ、連続イニング無得点の記録が59で止まる[36]。
- 10月16日
  - 日本シリーズ第7戦が後楽園球場で行われ、巨人が南海に4対2で勝利し、4勝2敗1分けで3年連続日本一を達成[37]。
  - セ・リーグは小倉豊楽園球場での国鉄対大洋ダブルヘッダー25、26回戦を行い、残り試合の巨人対国鉄の5試合を実施せず打ち切りを決定したため、公式戦全日程を終了[38]。
- 10月20日 - 東都大学野球リーグの駒沢大学対日本大学4回戦で、日大先発の河内忠吾が大学野球リーグでは初の完全試合を達成[39]。

### 11月
- 11月24日 - 毎日の若林忠志の後任の監督に別当薫が復帰。若林はフロント入り。

### 12月
- 12月4日 - パ・リーグは翌年度より勝率.350に満たない球団に500万円の制裁金を科すことを決定[40]。
- 12月4日 - 洋松の監督の小西得郎が辞任[3]。
- 12月19日 - 名古屋ドラゴンズを運営する名古屋野球倶楽部は株主総会で中日新聞社と名古屋鉄道の共同経営から中日の単独経営にすることを決定[41]。
- 12月19日 - 洋松の新監督に永沢武夫が就任[3]。
- 12月25日 - 高橋龍太郎をオーナーとする新球団（翌年2月に「高橋ユニオンズ」）の加盟を承認。
- 12月27日 - 名古屋ドラゴンズが去る19日の決定を受け再び中日ドラゴンズとなる。

## 誕生

### 1月
- 1月8日 - ブルース・スーター（+ 2022年）
- 1月12日 - テリー・ウィットフィールド

### 2月
- 2月4日 - 寺田吉孝
- 2月7日 - ダン・クイゼンベリー（+ 1998年）
- 2月23日 - フレッド・クハウルア

### 3月
- 3月8日 - ジム・ライス
- 3月11日 - スティーブ・マクナルティ（+ 1991年）
- 3月14日 - ティム・アイルランド
- 3月22日 - 笠間雄二

### 4月
- 4月2日 - 吹石徳一
- 4月2日 - ヘクター・クルーズ
- 4月5日 - キム・アレン
- 4月12日 - 佐藤文男
- 4月21日 - 大町定夫

### 5月
- 5月2日 - 佐々木信行
- 5月3日 - 田村政雄
- 5月3日 - 若林憲一
- 5月10日 - ケネス・ハワード・ライト
- 5月12日 - テーラー・ダンカン（+ 2004年）
- 5月14日 - 後藤寿彦
- 5月15日 - ジョージ・ブレット
- 5月16日 - 剣持節雄
- 5月18日 - 中司得三
- 5月29日 - マイク・デュプリー
- 5月30日 - 庄司智久
- 5月30日 - 岩井隆之

### 6月
- 6月6日 - 大河原栄
- 6月8日 - レン・サカタ
- 6月12日 - 峯本達雄
- 6月17日 - 定岡智秋
- 6月19日 - 羽田耕一
- 6月28日 - 福田功

### 7月
- 7月2日 - 藤瀬史朗
- 7月11日 - 行沢久隆
- 7月12日 - 真弓明信
- 7月20日 - 森口益光
- 7月22日 - 水谷啓昭
- 7月25日 - 鶴崎茂樹
- 7月30日 - 平沢隆好

### 8月
- 8月4日 - 梨田昌孝
- 8月12日 - 山本雅夫
- 8月16日 - 高木真一
- 8月17日 - 木村広
- 8月24日 - ルイス・サンチェ（+ 2005年）
- 8月24日 - 藤池昇（+ 2017年）

### 9月
- 9月2日 - ダニー・グッドウィン
- 9月25日 - リチャード・デービス
- 9月29日 - ウォーレン・クロマティ
- 9月30日 - ダン・ゴンザレス
- 9月30日 - ジェームス・ピータース

### 10月
- 10月3日 - 永射保（+ 2017年）
- 10月12日 - 大八木治
- 10月20日 - キース・ヘルナンデス
- 10月21日 - ホアン・アイケルバーガー
- 10月26日 - 大屋好正

### 11月
- 11月1日 - ジーン・ダットサン
- 11月10日 - ラリー・パリッシュ
- 11月15日 - 二宮至
- 11月17日 - 春日祥之輔
- 11月17日 - 川原昭二
- 11月22日 - 岡義朗
- 11月28日 - 八木茂

### 12月
- 12月3日 - パット・パットナム
- 12月5日 - 若菜嘉晴
- 12月7日 - 水谷新太郎
- 12月8日 - 名取和彦
- 12月9日 - 落合博満
- 12月28日 - シクスト・レスカーノ

## 死去
- 3月28日 - ジム・ソープ（* 1887年）